# Campeonato Mundial de Natação em Piscina Curta de 2010 - 200 m peito feminino
A prova dos 200 metros nado peito feminino do Campeonato Mundial de Natação em Piscina Curta de 2010 foi disputado em 19 de dezembro em Dubai nos Emirados Árabes Unidos.

## Recordes
Antes desta competição, os recordes mundiais e do campeonato nesta prova eram os seguintes:
|    | Nome              | Nacionalidade  | Tempo (minuto) | Local      | Data                   |
| -- | ----------------- | -------------- | -------------- | ---------- | ---------------------- |
| WR | Rebecca Soni      | Estados Unidos | 2:14.57        | Manchester | 18 de dezembro de 2009 |
| CR | Suzaan van Biljon | África do Sul  | 2:18.73        | Manchester | 13 de abril de 2008    |

## Medalhistas
| Ouro               | Prata        | Bronze               |
| Rebecca Soni (USA) | Sun Ye (CHN) | Rikke Pedersen (DEN) |

## Resultados

### Eliminatórias
As eliminatórias ocorreram dia 19 de dezembro. Oito atletas num total de 41 se classificaram  para a final.
| Colocação | Bateria | Raia | Nome                            | Tempo   | Notas |
| --------- | ------- | ---- | ------------------------------- | ------- | ----- |
| 1         | 5       | 4    | Rebecca Soni (USA)              | 2:18.66 | Q, CR |
| 2         | 5       | 5    | Sun Ye (CHN)                    | 2:19.77 | Q     |
| 3         | 6       | 4    | Rikke Pedersen (DEN)            | 2:20.89 | Q     |
| 4         | 4       | 4    | Rie Kaneto (JPN)                | 2:21.36 | Q     |
| 5         | 6       | 3    | Martha McCabe (CAN)             | 2:21.45 | Q     |
| 6         | 3       | 5    | Alia Atkinson (JAM)             | 2:21.65 | Q     |
| 7         | 5       | 6    | Yulia Yefimova (RUS)            | 2:22.12 | Q     |
| 8         | 1       | 5    | Ji Liping (CHN)                 | 2:22.96 | Q     |
| 9         | 4       | 3    | Sarah Katsoulis (AUS)           | 2:22.98 |       |
| 10        | 6       | 6    | Micah Lawrence (USA)            | 2:23.60 |       |
| 11        | 4       | 6    | Moniek Nijhuis (NED)            | 2:23.92 |       |
| 12        | 6       | 7    | Hrafnhildur Lúthersdóttir (ISL) | 2:24.15 |       |
| 13        | 5       | 3    | Chiara Boggiatto (ITA)          | 2:24.17 |       |
| 14        | 6       | 5    | Joline Höstman (SWE)            | 2:24.70 |       |
| 15        | 4       | 8    | Mina Matsushima (JPN)           | 2:25.23 |       |
| 16        | 4       | 5    | Annamay Pierse (CAN)            | 2:25.34 |       |
| 17        | 6       | 2    | Sara Nordenstam (NOR)           | 2:26.07 |       |
| 18        | 4       | 2    | Agustina de Giovanni (ARG)      | 2:26.22 |       |
| 19        | 5       | 2    | Mireia Belmonte García (ESP)    | 2:26.53 |       |
| 20        | 5       | 8    | Kong Yvette Man Yi (HKG)        | 2:28.20 |       |
| 21        | 6       | 8    | Dilara Buse Gunaydin (TUR)      | 2:28.71 |       |
| 22        | 4       | 1    | Jessica Pengelly (RSA)          | 2:28.93 |       |
| 23        | 5       | 1    | Sarra Lajnef (TUN)              | 2:31.05 |       |
| 24        | 4       | 7    | Caroline Reitshammer (AUT)      | 2:31.88 |       |
| 25        | 3       | 2    | Daniela Victoria (VEN)          | 2:31.98 |       |
| 26        | 3       | 3    | Aurelie Waltzing (LUX)          | 2:32.19 |       |
| 27        | 3       | 7    | Patricia Quevedo (PER)          | 2:37.87 |       |
| 28        | 3       | 1    | Daniela Lindemeier (NAM)        | 2:38.36 |       |
| 29        | 3       | 8    | Danielle Beaubrun (LCA)         | 2:38.77 |       |
| 30        | 2       | 4    | Lei On Kei (MAC)                | 2:40.04 |       |
| 31        | 1       | 3    | Sin Jin Hui (PRK)               | 2:41.24 |       |
| 32        | 2       | 5    | Melinda Sue Micallef (MLT)      | 2:45.03 |       |
| 33        | 2       | 3    | Elodie Poo Cheong (MRI)         | 2:47.61 |       |
| 34        | 2       | 7    | Patricia Cani (ALB)             | 2:49.54 |       |
| 35        | 2       | 6    | Pilar Shimizu (GUM)             | 2:51.66 |       |
| 36        | 2       | 2    | Anum Bandey (PAK)               | 2:53.52 |       |
| 37        | 1       | 4    | Sehar Saleh (KEN)               | 3:09.53 |       |
| -         | 3       | 4    | Tatiane Sakemi (BRA)            | DNS     |       |
| -         | 5       | 7    | Jennie Johansson (SWE)          | DNS     |       |
| -         | 3       | 6    | Sara El Bekri (MAR)             | DSQ     |       |
| -         | 6       | 1    | Katheryn Anne Meaklim (RSA)     | DSQ     |       |

### Final
A final teve sua disputa realizada em 19 de dezembro.
| Colocação         | Raia | Nome                 | Tempo   | Notas |
| ----------------- | ---- | -------------------- | ------- | ----- |
| Medalha de ouro   | 4    | Rebecca Soni (USA)   | 2:16.39 | CR    |
| Medalha de prata  | 5    | Sun Ye (CHN)         | 2:18.09 |       |
| Medalha de bronze | 3    | Rikke Pedersen (DEN) | 2:18.82 |       |
| 4                 | 1    | Yulia Yefimova (RUS) | 2:19.69 |       |
| 5                 | 2    | Martha McCabe (CAN)  | 2:20.61 |       |
| 6                 | 8    | Ji Liping (CHN)      | 2:21.05 |       |
| 7                 | 6    | Rie Kaneto (JPN)     | 2:22.11 |       |
| 8                 | 7    | Alia Atkinson (JAM)  | 2:25.49 |       |

Legenda
| Recorde mundial       | Recorde mundial (World record)               |                       | Recorde africano                      | Recorde africano (African) |                                           | Q | Classificado por posição (Qualified) |
| Recorde do campeonato | Recorde do campeonato (Championship record)  | Recorde da América    | Recorde da América (Americas)         | q                          | Classificado por melhor tempo (Qualified) |   |                                      |
| Melhor marca do ano   | Melhor marca do ano (World leading)          | Recorde asiático      | Recorde asiático (Asian)              | DNS                        | Não largou (Did not start)                |   |                                      |
| Recorde nacional      | Recorde nacional (National record)           | Recorde europeu       | Recorde europeu (European)            | DNF                        | Não terminou (Did not finish)             |   |                                      |
| Recorde pessoal       | Recorde pessoal do atleta (Personal best)    | Recorde da Oceania    | Recorde da Oceania (Oceania)          | DSQ / DQ                   | Desclassificado (Disqualified)            |   |                                      |
| Recorde da temporada  | Recorde da temporada do atleta (Season best) | Recorde sul-americano | Recorde sul-americano (South America) | NM                         | Sem marca (No mark)                       |   |                                      |